# La Jarrie
La Jarrie je naselje in občina v zahodnem francoskem departmaju Charente-Maritime regije Poitou-Charentes. Leta 2006 je naselje imelo 2.890 prebivalcev.

## Geografija
Kraj se nahaja v pokrajini Aunis 13 km vzhodno od središča departmaja La Rochelle.

## Uprava
La Jarrie je sedež istoimenskega kantona, v katerega so poleg njegove vključene še občine Anais, Bourgneuf, Clavette, Croix-Chapeau, La Jarne, Montroy, Saint-Christophe, Saint-Médard-d'Aunis, Saint-Rogatien, Sainte-Soulle, Saint-Vivien, Salles-sur-Mer in Vérines z 21.010 prebivalci.
Kanton La Jarrie je sestavni del okrožja La Rochelle.

## Zanimivosti
- cerkev Marije Magdalene;